# Sigle nel cinema
La seguente lista contiene un elenco delle sigle del mondo del cinema, comunemente utilizzate per identificare le associazioni di categoria, le federazioni, i circoli cinematografici, alcune delle tecnologie, ecc.

## A
- AAA - Associazione autori e artisti
- AAMCT - Associazione assistenti montatori cinematografici e televisivi
- AAMOD - Fondazione archivio audiovisivo del movimento operaio e democratico
- ACAMS - Associazione artisti e musicisti
- ACE - American Cinema Editors
- ACEC - Associazione cattolica esercenti cinema
- ACEP - Associazione autori, compositori e piccoli editori
- ADAP - Associazione doppiatori attori pubblicitari
- ADC - Attori doppiatori cinematografici
- ADR - Automatic Dialogue Replacement
- AFCI - Association of Film Commissioners International
- AFI - American Film Institute
- AFIC - Associazione festival italiani di cinema
- AFM - American Film Market
- AGIS - Associazione generale italiana dello spettacolo
- AIACE - Associazione italiana amici del cinema d'essai
- AIART - Associazione spettatori
- AIC - Associazione italiana autori della fotografia cinematografica
- AICA - Associazione per iniziative cinematografiche e audiovisive
- AIDAA - Association Internationale des Auteurs de l'Audiovisuel
- AIDAC - Associazione italiana dialoghisti adattatori cinetelevisivi
- AIDAMA - Associazione italiana autori multivisione artistica
- AIF - Associazione festival italiani
- AIFM - Associazione italiana fonici di mix (cinematografici e televisivi)
- AIP - Audiovisual Industry Promotion
- AIPSC - Associazione italiana professionisti spettacolo e cultura
- AIRSC - Associazione italiana per le ricerche di storia del cinema
- AITC - Associazione italiana telecineoperatori
- AITR - Associazione italiana tecnici di ripresa
- AITS - Associazione italiana tecnici del suono
- ALI - Associazione locali di intrattenimento
- AMC - Associazione montaggio cinematografico e televisivo
- AMPAS - Academy of Motion Picture Arts and Sciences
- ANAC - Associazione nazionale autori cinematografici
- ANAD - Associazione nazionale attori doppiatori
- ANCCI - Associazione nazionale circoli cinematografici italiani
- ANEC - Associazione nazionale esercenti cinematografici
- ANEM - Associazione nazionale esercenti multiplex
- ANICA - Associazione nazionale industrie cinematografiche audiovisive e digitali
- ANSI - American National Standards Institute
- ANVI - Associazione nazionale videoteche italiane
- APA - Associazione produttori audiovisivi
- APE - Associazione italiana produttori esecutivi
- ASAE - Associazione sindacale autori ed editori
- ASC - American Society of Cinematographers
- ASC - Associazione italiana scenografi, costumisti e arredatori
- ASIFA - Associazione italiana film d'animazione
- ATIC - Associazione tecnica italiana per la cinematografia e la televisione
- AVI - Associazione videoteche mediateche italiane

## B
- BAFTA - British Academy of Film and Television Arts
- BBFC - British Board of Film Classification
- BD - Blu-ray Disc
- BFI - British Film Institute
- BIF&ST - Bari International Film Festival
- BSC - British Society of Cinematographers
- BVU - Broadcasting Video U-matic, formato di U-matic

## C
- CGI - Computer-generated imagery
- CGS - Cinecircoli giovanili socioculturali
- CICAE - Confédération internationale des cinémas d'art et d'essai
- CIFEJ - Centre International du Film pour l'Enfance et la Jeunesse
- CINIT - Cineforum italiano
- CNC - Centre National de la Cinématographie
- CSA - Casting Society of America
- CSC - Centro sperimentale di cinematografia
- CSC - Centro studi cinematografici
- CTSIS - Coordinamento per la tutela del settore intrattenimento e spettacolo

## D
- DCP - Digital Cinema Package
- DGA - Directors Guild of America
- DLP - Digital Light Processing
- DTS - Digital Theater System
- DVD - Digital Versatile Disc

## E
- ECFA - European Children's Film Association
- ECFF - European Coordination of Film Festivals
- EFA - European Film Academy
- EFA - European Film Awards
- EFP - European Film Promotion
- ENPALS - Ente nazionale di previdenza e assistenza per i lavoratori dello spettacolo
- ESIST - European association for Studies in Screen Translation

## F
- FAC - Comitato nazionale per la diffusione del film d'arte e di cultura
- FAI - Forum artisti interpreti FISTel CISL
- FEAOSC - Federazione europea artisti ed operatori dello spettacolo e della cultura
- FEDIC - Federazione italiana dei cineclub
- FIAIS - Federazione internazionale degli archivi delle immagini e dei suoni
- FIAF - Fédération Internationale des Archives du Film
- FIAPF - Federazione internazionale delle associazioni di produzione cinematografica
- FIC - Federazione italiana cineforum
- FICC - Federazione italiana dei circoli del cinema
- FICE - Federazione italiana cinema d'essai
- FICTS - Fédération internationale cinéma et télévision sportifs
- FIFM - Festival international du film de Marrakech
- FIPRESCI - Fédération internationale de la presse cinématographique
- FISTel - Federazione informazione spettacolo e telecomunicazioni

## H
- HFPA - Hollywood Foreign Press Association
- HD DVD - High Definition Digital Versatile Disc

## I
- IATSE - International Alliance of Theatrical Stage Employees and Moving Picture Machine Operators
- IFF - Ischia Film Festival
- ILM - Industrial Light & Magic
- IMAIE - Istituto mutualistico per la tutela degli artisti interpreti ed esecutori
- IMDb - Internet Movie Database

## L
- LUCE - L'unione cinematografica educativa

## M
- MIBACT - Ministero per i beni e le attività culturali e per il turismo
- MDP - Macchina da presa
- MIFED - Mercato internazionale del film e del documentario (in seguito Mercato internazionale del cinema e del multimediale)
- MIPTV - Marché International des Programmes de Télévision
- MIPCOM - Marché International des Programmes de Communication
- MFF - Milano Film Festival
- MPAA - Motion Picture Association of America
- MPEG - Moving Picture Experts Group

## N
- NETPAC - Network for the Promotion of Asian Cinema
- NTSC - National Television Standards Committee
- NUCT - Nuova università del cinema e della televisione

## O
- OAV - Original anime video
- OSA - Operatori spettacolo associati

## P
- PAL - Phase Alternating Line
- PG - Parental Guidance (vedi Censura cinematografica)
- PGA - Producers Guild of America
- PRC - Pubblico registro cinematografico

## R
- R - Restricted (vedi Censura cinematografica)
- RAAI Registro Attrici Attori Italiani

## S
- SACT - Scrittori associati di cinema e televisione italiani
- SAG - Screen Actors Guild
- SAI - Sindacato attori italiani
- SANAS - Sindacato autonomo nazionale arte e spettacolo
- SDDS - Sony Dynamic Digital Sound
- SÉCAM - Sequential Couleur avec Mémoire
- SFX - Sound Effects (effetti sonori)
- SIAE - Società italiana degli autori ed editori
- SIC - Settimana internazionale della critica (Venezia)
- SIC - Settimana internazionale della critica (Cannes)
- SMPTE - Society of Motion Picture and Television Engineers
- SNAD - Sindacato nazionale autori drammatici
- SNC - Scuola nazionale di cinema
- SNCCI - Sindacato nazionale critici cinematografici italiani
- SNGCI - Sindacato nazionale giornalisti cinematografici italiani

## T
- TFCA - Toronto Film Critics Association
- TFF - Torino Film Festival
- THX - Tomlinson Holman Xperiment
- TIFF - Toronto International Film Festival

## U
- UCCA - Unione circoli cinematografici ARCI
- UIC - Unione italiana casting
- UICC - Unione italiana circoli del cinema
- UNAC - Unione nazionale autori e cinetecnici
- UNEFA - Unione esportatori film e audiovisivi
- UNICA - Unione internazionale di cinema amatoriale
- UNITEC - Unione nazionale industrie tecniche cinematografiche audiovisive
- UNSA - Unione nazionale scrittori e artisti
- UNASP - Unione nazionale arti e spettacolo (Acli)
- UNIVIDEO - Unione italiana editoria audiovisiva

## V
- VCR - Video Cassette Recorder
- VHS - Video Home System
- VFX - Visual Effects
- VOD - Video on demand

## W
- WGA - Writers Guild of America
- WGI - Writers Guild Italia